# ロボケン
株式会社ロボケン（英: Roboken Co., Ltd.）は、東京都豊島区に本社を置く日本の企業。SES事業、システム開発・インフラ運用（SES・受託）、WEBサービス、楽曲制作、データ分析などを主に行っている。

## 概要
寺田宗紘によって設立され、人工知能や情報技術を活かし事業を展開している。国立大学との産学連携による共同開発をはじめ、大企業との取引やベンチャーキャピタルからの資金調達を達成するなど、現在では、システム開発・インフラ運用（SES・受託）、WEBサービス、楽曲制作など事業の幅を広げる。

## マージン率
改正労働者派遣法に基づき労働者派遣のマージン率等を公開している。
| 年度 | マージン率 | 派遣料金の1人当たり 平均額（月額） | 派遣社員の 平均賃金（月額） |
| ---- | ---------- | ---------------------------------- | --------------------------- |
| 2016 | 41.2%      | 56万0000円                         | 32万8908円                  |
| 2017 | 43.7%      | 53万7222円                         | 30万2555円                  |
| 2018 | 44.0%      | 54万0286円                         | 30万1331円                  |
| 2019 | 43.7%      | 59万9404円                         | 33万7553円                  |
| 2020 | 45.5%      | 65万1413円                         | 35万4775円                  |

## 歴史
- 2014年1月 - 株式会社ロボケンが設立される。システムエンジニアリングサービスを開始。
- 2016年5月 - 横浜国立大学と産学連携を行う（投資判断を行うAIに関する共同研究）。
- 2016年12月 - 東京工業大学の産学連携会員登録。[8]
- 2017年7月 - 株式会社アルコパートナーズを引受先とする第三者割当増資を実施。
- 2017年9月 - 神経回路学会（全国大会）にて、海馬型AIアルゴリズムに関する研究成果を発表。[9]
- 2017年11月 - アース環境サービス株式会社を引受先とする第三者割当増資を実施。[10]
- 2018年3月 - 東京神奈川イノベーション応援1号投資事業有限責任組合を引受先とする第三者割当増資を実施。
- 2018年4月 - 第2回AI・人工知能 EXPO（場所：東京ビッグサイト）へ当社が研究開発中の海馬型AIアルゴリズムについて出展。
- 2019年3月 - 香港発AI特化型アクセラレータのZeroth AI カンファレンス（場所：秋葉原）にて、開発中の感情認識AIについて講演。
- 2019年11月 - FEALAC（アジア中南米協力フォーラム）ビジネス・イノベーションフォーラム（場所：ドミニカ共和国）にて、当社のAI実績について講演。[11]
- 2020年1月 - テモナ株式会社（東証一部上場）と共同で、AIの合弁会社「オプスデータ株式会社」を設立。
- 2021年5月 - 宅地建物取引業者免許証番号取得。
- 2023年1月 - 宅地建物取引業廃業。
- 2023年1月 - マッチングサービス「PREJOBSTAR」をリリース